# Gueorgui Péyev
Gueorgui Péyev (en búlgaro: Георги Пеев; n. el 11 de marzo de 1979) es un futbolista búlgaro que juega de centrocampista en el FC Amkar Perm de la Liga Premier de Rusia.

## Carrera
Peev empezó su carrera en su club local Lokomotiv. Hizo su debut oficial en un partido contra el Litex Lovech el 8 de agosto de 1998. Jugó 13 minutos siendo suplente. El 5 de diciembre de 1998 marcó su primer gol como profesional contra el Spartak Varna. Marcó el gol en el minuto 10. Peev fue descubierto a la edad de 21 años por el entrenador del Dinamo de Kiev Valery Lobanovsky, cuando jugaba con el Lokomotiv, y fue fichado por 2,5 millones de euros. También jugó cedido por el FC Dnipro Dnipropetrovsk en 2006. En 2007 Peev se fue a Rusia y fue fichado for el Amkar Perm. Jugaba con dos compatriortas (Martin Kushev y Zahari Sirakov). En 2008 fue elegido por los fanes como jugador preferido de la Liga Premier de Rusia y recibió un revólver raro usado en 1936 por el Ejército rojo.

## Selección nacional
Fue convocado para la Eurocopa 2004 pero cayó eliminado en 2004 quedando último en el Grupo C tras haber acabado en la primera posición del Grupo 8 en la fase de clasificación. Entre 1999 y 2007 Peev jugó en 40 partidos con la Selección de fútbol de Bulgaria.
El 10 de mayo de 2010, gracias a su buena actuación en su club, Peev fue convocado en un amistoso contra Bélgica.
El 27 de marzo de 2011, anunció su retirada de la Selección de fútbol de Bulgaria.

## Clubes
| Club                     | País     | Año       |
| ------------------------ | -------- | --------- |
| Lokomotiv Sofía          | Bulgaria | 1998-2000 |
| FC Dinamo de Kiev        | Ucrania  | 2001-2006 |
| FC Dnipro Dnipropetrovsk | Ucrania  | 2006      |
| FC Amkar Perm            | Rusia    | 2007-     |

## Palmarés
| Título                  | Club              | País    | Año  |
| ----------------------- | ----------------- | ------- | ---- |
| Liga Premier de Ucrania | FC Dinamo de Kiev | Ucrania | 2001 |
| Copa de Ucrania         | FC Dinamo de Kiev | Ucrania | 2003 |
| Liga Premier de Ucrania | FC Dinamo de Kiev | Ucrania | 2003 |
| Liga Premier de Ucrania | FC Dinamo de Kiev | Ucrania | 2004 |
| Supercopa de Ucrania    | FC Dinamo de Kiev | Ucrania | 2004 |
| Copa de Ucrania         | FC Dinamo de Kiev | Ucrania | 2005 |